# 獵男有轉機
是一部2017年美國公路性喜劇電影，由威廉·霍爾·梅西執導，大衛·霍恩斯比和蘭斯·克拉爾撰寫劇本。電影主演包括亞歷珊卓·妲妲里奧、凱特·阿普頓、麥特·巴爾、麥特·瓊斯、羅伯·考德瑞、凱爾·潘、莫莉·香儂和梅西。拍攝於2015年5月初開始，並於2015年6月初完成。
該片由DirecTV Cinema定於2017年8月3日以隨選視訊（VOD）的方式發行，後便由垂直娛樂排於2017年9月1日在美國有限上映。

## 劇情
故事敘述凱特和梅格是一對感情要好的閨蜜，當兩人在工作上遭遇困難後，為了紓解壓力，她們決定到外地度假。但未料，她們搭的飛機受到颱風的影響而停留至聖路易；同時，凱特和梅格卻也因此喜歡上同一名帥氣的男人，而這也是讓事情變得糟糕的開始...。

## 演員
- 亞歷珊卓·妲妲里奧 飾 凱特[2]
- 凱特·阿普頓 飾 梅格[1]
- 麥特·巴爾 飾 萊恩
- 麥特·瓊斯（英语：Matt Jones (actor)） 飾 克雷格
- 羅伯·考德瑞 飾 校長
- 凱爾·潘 飾 阿努傑
- 莫莉·香儂（英语：Molly Shannon） 飾 南希
- 威廉·梅西 飾 他自己

## 製作
2015年3月25日，宣布威廉·霍爾·梅西將執導並演出由大衛·霍恩斯比和蘭斯·克拉爾合作編劇的公路性喜劇電影《The Layover》。凱斯·基亞瓦爾的Unified Pictures和亞倫·L·吉伯的Bron Studios都將參與電影的製作。電影的劇情描述由麗婭·米歇爾和凱特·阿普頓所飾演的一對好閨蜜決定休假外出旅行，但卻因事故而困在聖路易。此外，兩人也同時喜歡上了同一位男人。2015年4月24日，《TheWrap》透露，亞歷珊卓·妲妲里奧已加入演出。2015年5月7日，羅伯·考德瑞、凱爾·潘與麥特·巴爾都被《好萊塢報導》證實為本片的演員陣容。之後，米歇爾被證實退出本片，而妲妲里奧就是接替她位置的人，而麥特·瓊斯也將加入演出。

### 拍攝
主要攝影於2015年5月的第一週開始進行，並於2015年6月的第二週結束。

## 發行
2017年4月11日，據報導，本片由DirecTV Cinema定於2017年8月3日以隨選視訊（VOD）的方式發行，並由垂直娛樂排於2017年9月1日在美國有限上映。

### 評價
爛番茄根據17條評論，持有0%的新鮮度，平均得分1.8／10。

## 外部連結
- 官方网站
- 互联网电影数据库（IMDb）上《獵男有轉機》的资料（英文）